# Kurier Łódzki
Kurier Łódzki – gazeta codzienna o charakterze informacyjno-publicystycznym wydawana w Łodzi w latach 1906–1939 i drukowana przy ul. Zachodniej 37 w Łodzi.
Gazeta stanowiła kontynuację „Gońca Łódzkiego”, którego wydawanie zakończono w 1906 w wyniku decyzji władz carskich. Początkowo „Kurier Łódzki” wydawany był przez Stanisława Książka, byłego wydawcę „Gońca…”. Pierwszy numer gazety ukazał się 1 kwietnia 1906, ostatni zaś 4 wrzenia 1936. W 1920 wydawnictwo „Kuriera…” zostało kupione przez Towarzystwo Drukarsko-Wydawnicze Jana Stypułkowskiego, aptekarza i działacza chadecji Wiktora Groszkowskiego oraz kupca Ryszarda Pfeiffera i drukarza Romana Orchulskiego, natomiast jego redaktorem był Czesław Gumkowski. Z czasem redaktorami Kuriera Łódzkiego byli również m.in. Lucjan Dąbrowski, Konrad Fiedler, Stanisław Kempner, Czesław Gumkowski, Adam Siedlecki-Kowalczewski, Marian Tarłowski, Henryk Rudnicki, Michał Walter, Janina Sawicka, Ryszard Manugiewicz i Hieronim Feja.
Gazeta należała do najchętniej czytanych w Łodzi, osiągając w latach 20. XX w. nakłady w wysokości 40 tys. sztuk (przeciętne nakłady 20 tys.) i w 1929 zdobywając na Powszechnej Wystawie Krajowej srebrny medal i dyplom honorowy w uznaniu historycznych tradycji i zasług dla kultury. „Kurier Łódzki” kilkukrotnie zmieniał tytuły, od 1911 wydawany był jako „Nowy Kurier Łódzki”, od 1919 jako „Kurier Łódzki Ilustrowany”.